# Трея
Трѐя (на италиански: Treia) е град и община в Централна Италия, провинция Мачерата, регион Марке. Разположен е на 342 m надморска височина. Населението на общината е 9740 души (към 2010 г.).